# Hispano 514
Der Hispano 514 ist ein Pkw-Modell. Hersteller war La Hispano in Guadalajara.

## Beschreibung
Die Fiat S.p.A. hatte 1931 Anteile an dem Unternehmen von La Hispano-Suiza erworben. Im selben Jahr begann die Produktion des Modells. Es entstand in Lizenz des Fiat 514.
Der Vierzylindermotor ist wassergekühlt. 67 mm Bohrung und 102 mm Hub ergeben 1438 cm³ Hubraum. Der Motor leistet 28 PS. Er ist vorn im Fahrgestell eingebaut und treibt über eine Kardanwelle die Hinterachse an. Das Getriebe hat vier Gänge.
85 km/h Höchstgeschwindigkeit und 10 Liter Verbrauch auf 100 km sind angegeben.
Das Fahrgestell hat 255 cm Radstand und 123 cm Spurweite. Die einzige angebotene Karosseriebauform war eine Limousine mit vier Türen und vier Sitzen. Sie ist 385 cm lang, 150 cm breit und 172 cm hoch. Als Leergewicht wurden 1100 kg genannt.

## Produktionszahlen
Die hohen Erwartungen des Herstellers erfüllten sich nicht. Die Produktion musste bereits 1931 eingestellt werden.
Einer Quelle zufolge wurden etwa 300 Fahrzeuge hergestellt.
Ein erhaltenes Fahrzeug steht in der Col·lecció d’Automòbils de Salvador Claret in Sils. Zwei weitere tragen die spanischen Kennzeichen CS 2431 und PM 5473. Eines davon hat die Fahrgestellnummer 5400045 und die Motorennummer 1400045, war also vermutlich das 45. Fahrzeug.